# دهستان تیاب
دهستان تیاب، یکی از دهستان‌های بخش تیاب شهرستان میناب در استان هرمزگان ایران است. مرکز این دهستان، روستای نخل ابراهیمی است.

## جمعیت
بر پایه سرشماری عمومی نفوس و مسکن در سال ۱۳۹۵، جمعیت دهستان تیاب برابر با ۱۲٬۸۳۱ نفر بوده است.